# 폴리와 함께하는 교통안전 이야기
《폴리와 함께하는 교통안전 이야기》는 대한민국의 TV 애니메이션 시리즈 《로보카 폴리》의 번외작이다. 이 시리즈는 로이비쥬얼과 현대자동차가 3D 컴퓨터 그래픽으로 공동 제작한 것으로, 애니메이션 제작은 로이비쥬얼이, 컨텐츠 지원 등은 현대자동차에서 담당했다. 2011년 11월 14일부터 EBS를 통해 2개의 시즌이 방송되었다.

## 에피소드
| 시즌 | 시즌 | 회수 | 방송 날짜        | 방송 날짜        | DVD 출시일 (비매) |
| 시즌 | 시즌 | 회수 | 시즌 시작        | 시즌 종료        | DVD 출시일 (비매) |
| ---- | ---- | ---- | ---------------- | ---------------- | ----------------- |
|      | 1    | 12   | 2011년 11월 14일 | 2011년 11월 29일 | 2012년 1월        |
|      | 2    | 14   | 2013년 3월 1일   | 2013년 5월 31일  |                   |

### 시즌 1
| 전체 번호 | 시즌 번호 | 제목                            | 본 방송 날짜     |
| --------- | --------- | ------------------------------- | ---------------- |
| 1         | 1         | "무단횡단, 따라하면 안돼요"     | 2011년 11월 14일 |
| 2         | 2         | "횡단보도를 건널 때는 이렇게"   | 2011년 11월 14일 |
| 3         | 3         | "승합차 안전하게 타고 내리기"   | 2011년 11월 15일 |
| 4         | 4         | "골목길에서 자동차를 만나면"    | 2011년 11월 15일 |
| 5         | 5         | "사각지대, 보이지 않는 위험"    | 2011년 11월 21일 |
| 6         | 6         | "비 오는 날의 안전수칙"         | 2011년 11월 21일 |
| 7         | 7         | "가족이 함께 타는 차에서는"     | 2011년 11월 22일 |
| 8         | 8         | "공이 차도로 굴러가 버렸어요"   | 2011년 11월 22일 |
| 9         | 9         | "자전거를 안전하게 타려면"      | 2011년 11월 28일 |
| 10        | 10        | "어두울 땐 밝은 옷을 입어요"    | 2011년 11월 28일 |
| 11        | 11        | "교통사고가 났을 때의 대처방법" | 2011년 11월 29일 |
| 12        | 12        | "우리마을 교통안전 지도 만들기" | 2011년 11월 29일 |

### 시즌 2
| 전체 번호 | 시즌 번호 | 제목                             | 본 방송 날짜    |
| --------- | --------- | -------------------------------- | --------------- |
| 13        | 1         | "길 모퉁이의 비밀"               | 2013년 3월 1일  |
| 14        | 2         | "주차장에서 장난을 치면 안돼요"  | 2013년 3월 8일  |
| 15        | 3         | "놀이기구 안전하게 타기"         | 2013년 3월 15일 |
| 16        | 4         | "길을 건널 땐 되돌아가지 말아요" | 2013년 3월 22일 |
| 17        | 5         | "걸어갈 땐 한눈 팔지 말아요"     | 2013년 3월 29일 |
| 18        | 6         | "자전거 안전 시험"               | 2013년 4월 5일  |
| 19        | 7         | "눈 오는 날의 안전수칙"          | 2013년 4월 12일 |
| 20        | 8         | "차 사이로 뛰어가면 위험해요"    | 2013년 4월 19일 |
| 21        | 9         | "아빠가 알려주는 자동차 이야기"  | 2013년 4월 26일 |
| 22        | 10        | "오토바이를 조심해"              | 2013년 5월 3일  |
| 23        | 11        | "공사장을 지나야 할 때에는"      | 2013년 5월 10일 |
| 24        | 12        | "차를 탈 땐 안전벨트를 꼭 매요"  | 2013년 5월 17일 |
| 25        | 13        | "두 얼굴의 학교길"               | 2013년 5월 24일 |
| 26        | 14        | "내가 바로 교통안전 퀴즈왕"      | 2013년 5월 31일 |

## 방송 역사
| 방송 채널   | 방송 시간                               | 비고      | 방송 기간                         |
| ----------- | --------------------------------------- | --------- | --------------------------------- |
| EBS1        | 월요일, 화요일 오전 8시 15분 ~ 8시 30분 | 본방송    | 2011년 11월 14일 ~ 12월 20일      |
| EBS1        | 월요일, 화요일 오후 5시 45분 ~ 6시 0분  | 재방송    | 2011년 11월 14일 ~ 12월 20일      |
| EBS1        | 토요일 오전 9시 30분 ~ 10시 0분         | 종합 편성 | 2011년 11월 19일 ~ 12월 24일      |
| EBS1        | 금요일 오후 05시 45분 ~ 05시 60분       | 본방송    | 2012년 1월 6일 ~ 2012년 6월 30일  |
| EBS1        | 금요일 오후 6시 0분 ~ 6시 15분          | 본방송    | 2012년 7월 7일 ~ 2012년 12월 29일 |
| EBS1        | 일요일 오전 9시 30분 ~ 9시 45분         | 재방송    | 2012년 7월 9일 ~ 2012년 12월 31일 |
| EBS1        | 금요일 오후 6시 15분 ~ 6시 30분         | 본방송    | 2013년 1월 4일 ~ 2013년 6월 28일  |
| EBS1        | 금요일 오전 8시 15분 ~ 8시 30분         | 재방송    | 2013년 1월 4일 ~ 2013년 6월 28일  |
| EBS1        | 토요일 오전 9시 30분 ~ 9시 45분         | 재방송    | 2013년 1월 5일 ~ 2013년 6월 29일  |
| EBS1        | 토요일 오전 9시 30분 ~ 9시 45분         | 본방송    | 2013년 7월 6일 ~ 2013년 12월 28일 |
| EBS1        | 금요일 오후 04시 01분 ~ 04시 15분       | 본방송    | 2014년 1월 3일 ~ 2014년 6월 27일  |
| EBS1        | 토요일 오전 10시 01분 ~ 10시 15분       | 재방송    | 2014년 1월 4일 ~ 2014년 6월 28일  |
| EBS1        | 금요일 오후 4시 15분 ~ 30분             | 본방송    | 2015년 1월 2일 ~ 2015년 6월 26일  |
| EBS english | 수요일 오후 7시 0분 ~ 7시 15분          | 본방송    | 2012년 11월 7일 ~ 2013년 2월 27일 |
| EBS english | 토요일 오후 12시 45분 ~ 1시 0분         | 재방송    | 2012년 11월 3일 ~ 2013년 3월 2일  |
| EBS english | 금요일 오전 8시 15분 ~ 8시 30분         | 본방송    | 2014년 3월 7일 ~                  |
| 투니버스    | 월요일~금요일 오전 8시 45분 ~ 9시 0분   | 본방송    | 2012년 7월 2일 ~ 7월 19일         |
| 투니버스    | 금요일 오전 10시 45분 ~ 11시 0분        | 본방송    | 2013년 3월 8일 ~                  |
| EBS2        | 월요일~금요일 오전 7시 45분 ~ 8시 0분   | 본방송    | 2015년 2월 11일 ~ 2월 27일        |
| EBS2        | 월요일~금요일 오후 1시 30분 ~ 1시 45분  | 재방송    | 2015년 2월 11일 ~ 2월 27일        |

### 해외 방송
| 국가 | 채널    | 방송 시작일     |
| ---- | ------- | --------------- |
| 중국 | CCTV-14 | 2013년 8월 10일 |

2013년 7월 18일, 로이비쥬얼은 서울 코엑스에서 열린 콘텐츠 라이선싱 행사 〈서울 캐릭터 라이선싱 페어 2013〉에서 중화인민공화국과 어린이 교통안전 관련 협약을 맺으면서, 《폴리와 함께하는 교통안전 이야기》가 중국 공영방송국 CCTV-14의 어린이 프로그램 《진궤이즈 성곽》(金龟子城堡)을 통해 그해 8월 10일부터 방송된다고 밝혔다.